# Llengües manxú-tungús
Les llengües manxú-tungús o llengües tungúsiques són un grup de llengües parlades a l'est de Sibèria i Manxúria pels pobles tungusos. Alguns les consideren una divisió de les llengües altaiques, juntament amb les llengües turqueses i les llengües mongòliques, però aquesta divisió no és universalment acceptada. La major part de les llengües que en formen part tenen molt pocs parlants.
El nom tungús és un exònim provinent de la denominació que els iacuts van donar als evenkis. En iacut tungús vol dir 'porc'. Aquesta paraula va ser presa també pels tàtars siberians, des d'on arribà al rus fent referència a tota la família de llengües, i d'aquí a l'anglès i al català.
Les llengües d'aquesta família són generalment escrites en alfabet ciríl·lic i en alfabet manxú, tot i que també s'han escrit en alfabet llatí experimentalment.

## Història
Janhunen (1996) situa l'origen del prototungús en algun lloc prop del riu Amur entre el 500 aC i el 500 dC. No és clar que aquesta protollengua tingui res a veure amb les llengües altaiques, les túrquiques o les coreàniques. Sembla que la divisió entre el grup septentrional i el meridional es produí relativament d'hora i es mostra, entre altres coses, en el fet que les septentrionals tenen diversos manlleus de les llengües esquimoaleutianes, mentre que les meridionals no els tenen.
Els vestigis més antics dels quals es té constància són unes inscripcions en jurtxet, la llengua antecedent del manxú, trobades en restes d'epitafis i làpides funeràries a Corea i a Manxúria. Aquestes inscripcions estaven fetes en l'escriptura kitan gran, originària del poble khitan.
La màxima esplendor i la major influència que han tingut mai llengües d'aquesta família fou durant la dinastia Qing (1644-1911), en què el manxú va esdevenir la llengua de l'administració imperial xinesa. Durant aquesta època es desenvolupà tota una literatura manxú i un alfabet propi, l'alfabet manxú. Anteriorment els jurtxets ja havien tingut influència a la Xina, durant la dinastia Jin, però ràpidament es van sinitzar, es van assimilar als xinesos. Amb la caiguda de la dinastia Qing, el manxú va desaparèixer aviat de tota oficialitat i fou substituït pel xinès mandarí.
La resta de llengües de la família han patit polítiques lingüístiques hostils en favor del rus i del mandarí, fins al punt que actualment totes es troben en avançats processos de substitució lingüística i són parlades generalment per gent gran.

## Classificació
La classificació de les llengües manxú-tungús no és gens clara. La manca d'informacions històriques precises fa que segueixin planant dubtes sobre la qüestió. Aquest assumpte ha estat objecte de discussió entre diversos investigadors, com ara entre J. Whaley, A. Grenoble i Li (1999).
La primera classificació científica de la família lingüística la proposà la lingüista russa Vera I. Cincius (1949), basada en observacions pròpies. Aquesta primera classificació ja separava en grups diferents les llengües del grup meridional i les del grup septentrional.
La classificació interna de la família lingüística, proposada per Janhunen, exposada per Hölzl (2018), es basa en la divisió entre les septentrionals i meridionals. Cadascuna d'aquestes branques, al seu torn, es divideix en dues branques més. Janhunen en fa la classificació a partir de la recerca d'altres investigadors anteriors, principalment de Doerfer. Aquest darrer autor, però, no proposa una classificació entre dues branques, sinó que n'identifica una tercera, transicional entre la meridional i la septentrional, anomenada central.
Posteriorment, Hölzl (2018) ha fet una proposta pròpia de classificació del subgrup de les llengües jurtxèniques, en què intenta esclarir què és llengua escrita, què són sociolectes i què són dialectes.
Classificació segons Janhunen
|  | Even                    |
|  |                         |
|  | Arman                   |
|  |                         |
|  | Evenki                  |
|  |                         |
|  | Negidal                 |
|  |                         |
|  | Oroqen                  |
|  |                         |
|  | Urulga Khamnigan Evenki |
|  |                         |

|  | Mankovo Khamnigan Evenki |
|  |                          |
|  | Nonni solon              |
|  |                          |
|  | Hailar solon             |
|  |                          |
|  | Ongkor solon             |
|  |                          |

|  | Even                    |
|  |                         |
|  | Arman                   |
|  |                         |
|  | Evenki                  |
|  |                         |
|  | Negidal                 |
|  |                         |
|  | Oroqen                  |
|  |                         |
|  | Urulga Khamnigan Evenki |
|  |                         |

|  | Mankovo Khamnigan Evenki |
|  |                          |
|  | Nonni solon              |
|  |                          |
|  | Hailar solon             |
|  |                          |
|  | Ongkor solon             |
|  |                          |

|  | Udege |
|  |       |
|  | Oroch |
|  |       |

|  | Even                    |
|  |                         |
|  | Arman                   |
|  |                         |
|  | Evenki                  |
|  |                         |
|  | Negidal                 |
|  |                         |
|  | Oroqen                  |
|  |                         |
|  | Urulga Khamnigan Evenki |
|  |                         |

|  | Mankovo Khamnigan Evenki |
|  |                          |
|  | Nonni solon              |
|  |                          |
|  | Hailar solon             |
|  |                          |
|  | Ongkor solon             |
|  |                          |

|  | Even                    |
|  |                         |
|  | Arman                   |
|  |                         |
|  | Evenki                  |
|  |                         |
|  | Negidal                 |
|  |                         |
|  | Oroqen                  |
|  |                         |
|  | Urulga Khamnigan Evenki |
|  |                         |

|  | Mankovo Khamnigan Evenki |
|  |                          |
|  | Nonni solon              |
|  |                          |
|  | Hailar solon             |
|  |                          |
|  | Ongkor solon             |
|  |                          |

|  | Udege |
|  |       |
|  | Oroch |
|  |       |

|         | Nanai                                                                |
|         |                                                                      |
|         | Kili                                                                 |
|         |                                                                      |
|         | Kilen                                                                |
|         |                                                                      |
| Ultxaic | \| \| Ultxa \| \| \| \| \| \| Orok, també anomenat Uilta \| \| \| \| |
|         | \| \| Ultxa \| \| \| \| \| \| Orok, també anomenat Uilta \| \| \| \| |
|         | Ultxa                                                                |
|         |                                                                      |
|         | Orok, també anomenat Uilta                                           |
|         |                                                                      |

|  | Ultxa                      |
|  |                            |
|  | Orok, també anomenat Uilta |
|  |                            |

|  | Jurtxet |
|  |         |
|  | Manxú   |
|  |         |
|  | Xibe    |
|  |         |

|         | Nanai                                                                |
|         |                                                                      |
|         | Kili                                                                 |
|         |                                                                      |
|         | Kilen                                                                |
|         |                                                                      |
| Ultxaic | \| \| Ultxa \| \| \| \| \| \| Orok, també anomenat Uilta \| \| \| \| |
|         | \| \| Ultxa \| \| \| \| \| \| Orok, també anomenat Uilta \| \| \| \| |
|         | Ultxa                                                                |
|         |                                                                      |
|         | Orok, també anomenat Uilta                                           |
|         |                                                                      |

|  | Ultxa                      |
|  |                            |
|  | Orok, també anomenat Uilta |
|  |                            |

|  | Jurtxet |
|  |         |
|  | Manxú   |
|  |         |
|  | Xibe    |
|  |         |

|  | Even                    |
|  |                         |
|  | Arman                   |
|  |                         |
|  | Evenki                  |
|  |                         |
|  | Negidal                 |
|  |                         |
|  | Oroqen                  |
|  |                         |
|  | Urulga Khamnigan Evenki |
|  |                         |

|  | Mankovo Khamnigan Evenki |
|  |                          |
|  | Nonni solon              |
|  |                          |
|  | Hailar solon             |
|  |                          |
|  | Ongkor solon             |
|  |                          |

|  | Even                    |
|  |                         |
|  | Arman                   |
|  |                         |
|  | Evenki                  |
|  |                         |
|  | Negidal                 |
|  |                         |
|  | Oroqen                  |
|  |                         |
|  | Urulga Khamnigan Evenki |
|  |                         |

|  | Mankovo Khamnigan Evenki |
|  |                          |
|  | Nonni solon              |
|  |                          |
|  | Hailar solon             |
|  |                          |
|  | Ongkor solon             |
|  |                          |

|  | Udege |
|  |       |
|  | Oroch |
|  |       |

|  | Even                    |
|  |                         |
|  | Arman                   |
|  |                         |
|  | Evenki                  |
|  |                         |
|  | Negidal                 |
|  |                         |
|  | Oroqen                  |
|  |                         |
|  | Urulga Khamnigan Evenki |
|  |                         |

|  | Mankovo Khamnigan Evenki |
|  |                          |
|  | Nonni solon              |
|  |                          |
|  | Hailar solon             |
|  |                          |
|  | Ongkor solon             |
|  |                          |

|  | Even                    |
|  |                         |
|  | Arman                   |
|  |                         |
|  | Evenki                  |
|  |                         |
|  | Negidal                 |
|  |                         |
|  | Oroqen                  |
|  |                         |
|  | Urulga Khamnigan Evenki |
|  |                         |

|  | Mankovo Khamnigan Evenki |
|  |                          |
|  | Nonni solon              |
|  |                          |
|  | Hailar solon             |
|  |                          |
|  | Ongkor solon             |
|  |                          |

|  | Udege |
|  |       |
|  | Oroch |
|  |       |

|         | Nanai                                                                |
|         |                                                                      |
|         | Kili                                                                 |
|         |                                                                      |
|         | Kilen                                                                |
|         |                                                                      |
| Ultxaic | \| \| Ultxa \| \| \| \| \| \| Orok, també anomenat Uilta \| \| \| \| |
|         | \| \| Ultxa \| \| \| \| \| \| Orok, també anomenat Uilta \| \| \| \| |
|         | Ultxa                                                                |
|         |                                                                      |
|         | Orok, també anomenat Uilta                                           |
|         |                                                                      |

|  | Ultxa                      |
|  |                            |
|  | Orok, també anomenat Uilta |
|  |                            |

|  | Jurtxet |
|  |         |
|  | Manxú   |
|  |         |
|  | Xibe    |
|  |         |

|         | Nanai                                                                |
|         |                                                                      |
|         | Kili                                                                 |
|         |                                                                      |
|         | Kilen                                                                |
|         |                                                                      |
| Ultxaic | \| \| Ultxa \| \| \| \| \| \| Orok, també anomenat Uilta \| \| \| \| |
|         | \| \| Ultxa \| \| \| \| \| \| Orok, també anomenat Uilta \| \| \| \| |
|         | Ultxa                                                                |
|         |                                                                      |
|         | Orok, també anomenat Uilta                                           |
|         |                                                                      |

|  | Ultxa                      |
|  |                            |
|  | Orok, també anomenat Uilta |
|  |                            |

|  | Jurtxet |
|  |         |
|  | Manxú   |
|  |         |
|  | Xibe    |
|  |         |

## Característiques morfosintàctiques
Pel que fa a la tipologia, les llengües manxú-tungús són llengües aglutinants i l'ordre habitual de les frases és SOV.
Són llengües casuals, és a dir, que incorporen el cas com a flexió possible dels substantius, adjectius i pronoms. Concretament, destaquen per la complexitat dels sistemes casuals, amb fins a 13 casos diferents en evenki. N'hi ha cinc que són principals: el nominatiu (que és el no marcat), l'acusatiu, datiu, instrumental i locatiu.

### Fonologia
En les llengües manxú-tungús és molt comuna l'harmonia vocàlica, particularment en els trets de l'arrodoniment i en la tensió de la llengua. Aquest fenomen significa que en totes les llengües de la família, quan una vocal de l'arrel és arrodonida, tota la resta de vocals de la paraula també ho són; i el mateix quan no ho és. Pel que fa a la tensió, és un fenomen poc prevalent en les llengües del món i, per tant, molt particular d'aquestes llengües, i consisteix a assumir la mateixa tensió de la llengua (endarrerida o avançada) en totes les vocals de les paraules.

## Comparació lèxica
Tot seguit hi ha un quadre comparatiu amb algunes paraules en diferents llengües de diferents grups de la família lingüística:
| Català | Manxú        | Nanai        | Udege             | Evenki        |
| ------ | ------------ | ------------ | ----------------- | ------------- |
| Jo     | ᠪᡳ /bi/      | ми /mi/      | би /bi/           | би /bi/       |
| Cel    | ᠠᠪᡴ /ap.qʰa/ | боа /bo.a/   | буа /bu.a/        | няӈня /ɲaŋɲa/ |
| Aigua  | ᠮᡠ /mu.kʰə/  | муэ /mu.ə/   | ули /u.li/        | мӯ /muː/      |
| Cap    | ᡠᠵ /u.tʃu/   | дили /di.li/ | дили /di.li/      | дыл /dil/     |
| Un     | ᡝᠮ /ə.mu/    | эмун /ə.mun/ | эмус'э /ə.mu.sˀə/ | умун /u.mun/  |